# Triangulum Australe
Triangulum Australe (TrA) é uma pequena constelação no hemisfério celestial sul. O genitivo, usado para formar nomes de estrelas, é Trianguli Australis. Seu nome vem do Latim e significa "triângulo do sul", distinguindo-a da constelação Triangulum no hemisfério celestial norte. Esse nome é derivado do triângulo quase equilátero que suas três estrelas mais brilhantes formam. Apareceu pela primeira vez num globo celestial de Petrus Plancius em 1589, como Triangulus Antarcticus, e mais tarde com mais detalhes e seu nome atual por Johann Bayer em 1603 na obra Uranometria. Em 1756, o explorador e astrônomo francês Nicolas Louis de Lacaille catalogou as estrelas mais brilhantes e deu suas designações de Bayer.
A estrela mais brilhante da constelação, Alpha Trianguli Australis, conhecida como Atria, é uma gigante laranja de segunda magnitude. As estrelas brancas da sequência principal Beta e Gamma Trianguli Australis completam o triângulo. Apesar da constelação estar situada na Via Láctea e conter muitas estrelas, há poucos objetos de céu profundo proeminentes, como o aglomerado aberto NGC 6025 e a nebulosa planetária NGC 5979.

## História
O navegador italiano Américo Vespúcio explorou o Novo Mundo no início do século XVI. Ele observou e catalogou as estrelas do hemisfério sul para o rei Manuel I de Portugal. Além disso, também descreveu as estrelas do hemisfério sul, incluindo um triângulo que pode ser Triangulum Australe ou Apus. Essas observações foram publicadas por Lorenzo di Pierfrancesco de' Medici em 1504 como Mundus Novus. A primeira representação da constelação foi feita em 1589 pelo astrônomo holandês Petrus Plancius em um globo celestial de 32,5 cm de diâmetro publicado em Amsterdã pelo cartógrafo Jacob Floris van Langren, no qual foi representada incorretamente a sul de Argo Navis, com o nome Triangulus Antarcticus. Seu estudante, junto com o explorador holandês Frederick de Houtman, criou o nome Den Zuyden Trianghel. Triangulum Australe foi representada com mais precisão por Johann Bayer em seu atlas celestial Uranometria em 1603, onde também recebeu seu nome atual.
Em um mapa de estrelas meridionais de 1756, Nicolas Louis de Lacaille retratou as constelações Norma, Circinus e Triangulum Australe como um esquadro e régua, um compasso, e um nível respectivamente como um conjunto de instrumentos de desenhista. Também representando-a como um nível, o astrônomo alemão Johann Bode deu à constelação o nome alternativo de Libella em Uranographia.
O autor e poeta alemão Philippus Caesius visualizou as estrelas como os três patriarcas bíblicos, Abraão, Isaque e Jacó (com Atria sendo Abraão). Uma tribo indígena do norte da Austrália representou as estrelas de Triangulum Australe como a cauda da divindade Serpente Arco-Íris, que se estendia desde Crux até Scorpius.

## Características
Triangulum Australe é uma pequena constelação limitada por Norma a norte, Circinus a oeste, Apus a sul e Ara a leste. Está próxima de Alpha e Beta Centauri, com somente Circinus no meio. A constelação está localizada dentro da Via Láctea, portanto possui muitas estrelas. Pode ser facilmente identificada no céu como um triângulo quase equilátero. Triangulum Australe está muito ao sul para ser visível dos Estados Unidos ou Europa, mas pode ser observada de todo o hemisfério sul e é circumpolar em boa parte dele. A abreviação de três letras da constelação, conforme definida pela União Astronômica Internacional em 1922, é "TrA". As bordas oficiais da constelação, definidas por Eugène Delporte em 1930, consistem de um polígono de 18 segmentos, com ascensão reta variando entre 14h 56,4m e 17h 13,5m e declinação entre −60,26° e −70,51°.

## Objetos notáveis

### Estrelas
Triangulum Australe possui dez estrelas com designação de Bayer. Essas designações foram dadas por Nicolas Louis de Lacaille, que nomeou doze estrelas, sendo que duas delas (Eta2 e Lambda) não são mais conhecidas pela designação. As três estrelas mais brilhantes, Alpha, Beta e Gamma, formam o triângulo. Alpha Trianguli Australis (conhecida como Atria), a mais brilhante, é uma gigante luminosa de classe K a uma distância de 415 anos-luz da Terra, com uma magnitude aparente de 1,92. Beta Trianguli Australis é uma estrela de classe F da sequência principal a 40 anos-luz de distância, com magnitude de 2,85. Completando o triângulo, Gamma Trianguli Australis é uma estrela de classe A da sequência principal a 183 anos-luz de distância e magnitude de 2,89.

### Objetos de céu profundo

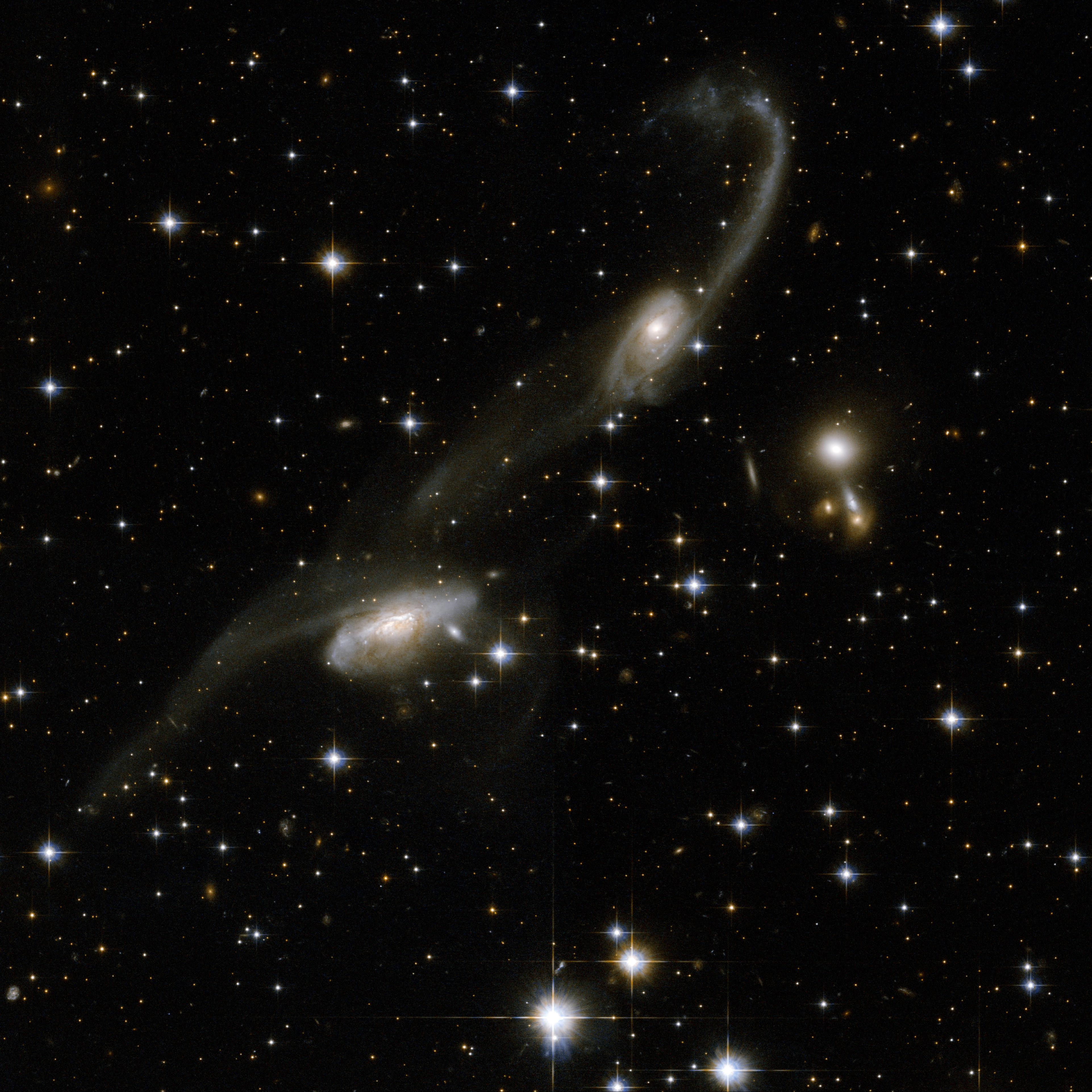
ESO 69-6, duas galáxias em processo de fusão, fotografadas pelo Telescópio Espacial Hubble.

Triangulum Australe tem poucos objetos de céu profundo, que incluem um aglomerado aberto e algumas nebulosas e galáxias. NGC 6025 é um aglomerado aberto com cerca de 30 estrelas de magnitude 7 a 9. Localizado aproximadamente 3 graus a nordeste de Beta Trianguli Australis, está a cerca de 2 500 anos-luz (770 parsecs) da Terra e tem um diâmetro de 11 anos-luz (3,4 parsecs). Sua estrela mais brilhante é MQ Trianguli Australis, com uma magnitude aparente de 7,1. Nebulosas planetárias na constelação incluem NGC 5979, de magnitude 12,3, e Henize 2-138, de magnitude 11,0. NGC 5938 é uma galáxia espiral a 300 milhões de anos-luz (90 megaparsecs) de distância. Está localizada 5 graus a sul de Epsilon Trianguli Australis. ESO 69-6 é um par de galáxias em fusão a 600 milhões de anos-luz (185 megaparsecs). A interação entre elas arrastou para fora seu material, formando longas caudas de gás e estrelas.